# Sporobolus harmandii
Sporobolus harmandii là một loài thực vật có hoa trong họ Hòa thảo. Loài này được Henrard miêu tả khoa học đầu tiên năm 1925.